# Eppenzolder
Eppenzolder est un village situé dans la commune néerlandaise de Haaksbergen, dans la province d'Overijssel.